# Cyphokentia
Cyphokentia là một chi thực vật có hoa thuộc họ Arecaceae.

## Các loài
Chi này có các loài sau:
- Cyphokentia cerifera (H.E.Moore) Pintaud & W.J.Baker
- Cyphokentia macrostachya Pancher ex Brongn.